# Whisky-Siedler
Das Wasser des Lebens oder auch Whisky-Siedler genannt ist ein zu Werbezwecken von der Fa. Glen Grant hergestelltes Plagiat des „Die Siedler von Catan“-Brettspiels von Klaus Teuber, das 1997 erschien und vom Kosmos-Siedler-Club seinen Mitgliedern zum Preis von zunächst 54 DM (ca. 27,60 €) dann 49,90 DM plus 6 DM Versandkosten angeboten wurde. Bei diesem Spiel siedeln die Spieler nicht auf einer Insel, sondern in den schottischen Highlands, getauscht wird daher nicht über Häfen, sondern Passstraßen. Und auch die Rohstoffe unterscheiden sich teilweise von den bekannten. So geht es darum aus Gerste, Holz, Steinen und Torf Destillen statt Siedlungen und aus Gerste und Wasser Destillen mit Fuhrpark statt Städten zu bauen. Statt des bösen Räubers werden die Siedler von der Englischen Besatzungsmacht drangsaliert, die bei der ersten 7 aus einem Loch auftaucht, das hier die Wüste ersetzt. Durch das Ausspielen von Highlander-Karten lassen sich die Engländer vertreiben und wem das am häufigsten aber mindestens dreimal gelingt repräsentiert den Größten Clan. Der Straßenbau unterscheidet sich dagegen kaum vom bekannten, nur werden statt Lehm Steine benutzt, aber nach wie vor erhält man für die längste aus mindestens 5 Straßen bestehende Handelsstraße 2 Siegpunkte.
Da die Spielfiguren mit denen der normalen Holzversion identisch sind, kann man – wenn man 2 Spiele und die 5/6-fach Erweiterung der Siedler besitzt – sogar zu sechst spielen. Da aber jedes Feld anders gezeichnet ist, muss man beim späteren Sortieren sehr genau hinsehen.
Das Spiel wurde in einer maltfarbenen und einer geprägten Metall-Dose angeboten, wie sie zum Verkauf von 70 cl-Flaschen benutzt wird. Zu jedem Exemplar gehört auch ein 5 cl-Fläschen Glen Grant, 40%iger Pure Malt Whisky mit dem zu einem Besuch, der in den schottischen Highlands gelegenen Destille, eingeladen wird.
Mittlerweile ist das Spiel nicht mehr beim Verlag erhältlich. Restexemplare wurden von Kosmos bis 2006 als Preise bei den Turnieren des Catan-Wochenendes vergeben.

## Inhalt

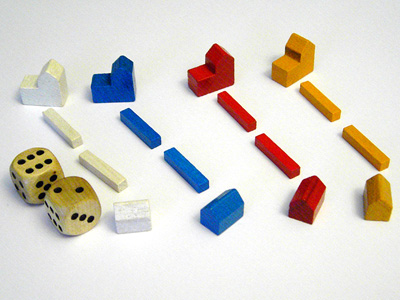
Auswahl des Spielmaterials: Destillen mit Fuhrpark (hinten), Straßen und Destillen

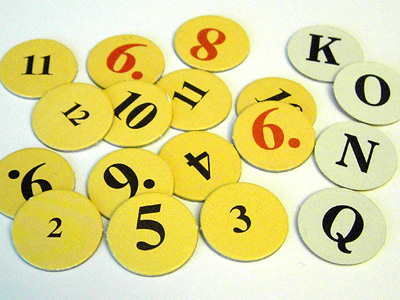
Die Beschriftungen der Zahlenchips deuten auf die Wahrscheinlichkeit eines entsprechenden Würfelwurfs hin. Die Rückseiten (rechts) sind mit Buchstaben beschriftet.

Im Spiel enthalten sind:
- 19 sechseckige Landschaftsfelder:
  - 4 × Wald (ergibt Holz)
  - 4 × Moor (ergibt Torf)
  - 4 × Ackerland (ergibt Gerste)
  - 3 × Steinbruch (ergibt Steine)
  - 3 × Quelle (ergibt Wasser)
  - 1 × See (Keine Erträge)
- 18 sechseckige Bergfelder, davon jeweils 9 mit und ohne Passstraße
- 95 Rohstoffkarten, je 19 × Holz, Torf, Gerste, Steine und Wasser
- 96 Spielfiguren in 4 Farben, je Farbe
  - 15 Straßen
  - 5 Destillen (Destillenhäuschen, entsprechen den Siedlungen des Originalspiels)
  - 4 Destillen mit Fuhrpark (Destillenhäuschen mit angebauter Stallung, entsprechen den Städten des Originalspiels)
- 18 Zahlenchips mit den Zahlen von 2 bis 6 und 8 bis 12 (3 bis 11 jeweils doppelt); die Rückseiten sind mit Buchstaben markiert
- 25 Entwicklungskarten 
  - 14 × Highlander
  - 6 × Fortschritt (je 2× Erfindung, Monopol und Straßenbau)
  - 5 × Siegpunkte (Anbfüllanlage, Export, Fass-Herstellung, Handelsorganisation und Pub)
- 2 Sonderkarten „Längste Handelsstraße“ und „Grösster Clan“
- 4 Baukosten-Karten
- 2 Würfel
- eine Räuberfigur (nicht in der Spielmaterialliste im Almanach genannt)
- 2 Stoffbeutel
- Doppelseitige Spielregel im Format 330 mm × 250 mm
- Almanach (12 Seiten, etwas kleiner als DIN-A5)

## Besonderes
Von September 2003 bis März 2007 bot Willi Breuckmann auf seiner Internetseite Wasser des Lebens als online-Spiel an. Dabei war das Spielfeld reduziert, es konnte nur mit 3 Spielern gespielt werden und es wurde mit einem W12-Würfel gespielt. Gespielt wurden bis zu 9 Spiele parallel. Insgesamt fanden 159 Spiele statt. Ein Spiel dauerte etwa 30 Tage und endete, wenn ein Spieler in seinem Zug mindestens 9 Siegpunkte erreicht hatte.